# Fabiane Niclotti
Fabiane Tesche Niclotti (Gramado, 6 de outubro de 1984 — Gramado, 28 de junho de 2016) foi uma modelo e rainha da beleza brasileira, eleita Miss Brasil 2004.
Foi eleita Miss Brasil em 15 de abril de 2004, representando o Rio Grande do Sul, estado com tradição em concursos de miss, já tendo eleito onze vencedoras anteriormente. Não conseguiu classificação em Quito, Equador, onde concorreu ao título de Miss Universo um mês e meio depois de sua coroação. Com o dinheiro que recebeu quando sagrou-se Miss Brasil, morou em Londres e cursou inglês.
Em 28 de junho de 2016, Fabiane, que sofria de depressão, foi encontrada morta em seu apartamento, na cidade de Gramado, no Rio Grande do Sul, sem quaisquer ferimentos ou marcas de agressões. Bilhetes deixados por ela davam orientações à família sobre o destino a ser dado por seu cachorro e seu carro, e que gostaria de ter um velório e um funeral reservados. A prefeitura de sua cidade natal (Gramado) declarou luto oficial por três dias.
A Polícia Civil do Rio Grande do Sul, na conclusão do inquérito que apurava sua morte, concluiu, após exames laboratoriais e perícia, que Niclotti morreu por insuficiência respiratória, provavelmente causada por ingestão de remédios e classificou sua morte como suicídio.